# Hjallese
Hjallese – wieś w Danii, na wyspie Fionii, stanowiąca południowe przedmieścia Odense.
We wsi znajduje się wybudowany w 1983 roku kościół oraz stacja kolejowa na linii Svendborgbanen.